# 港島東 (地產物業)

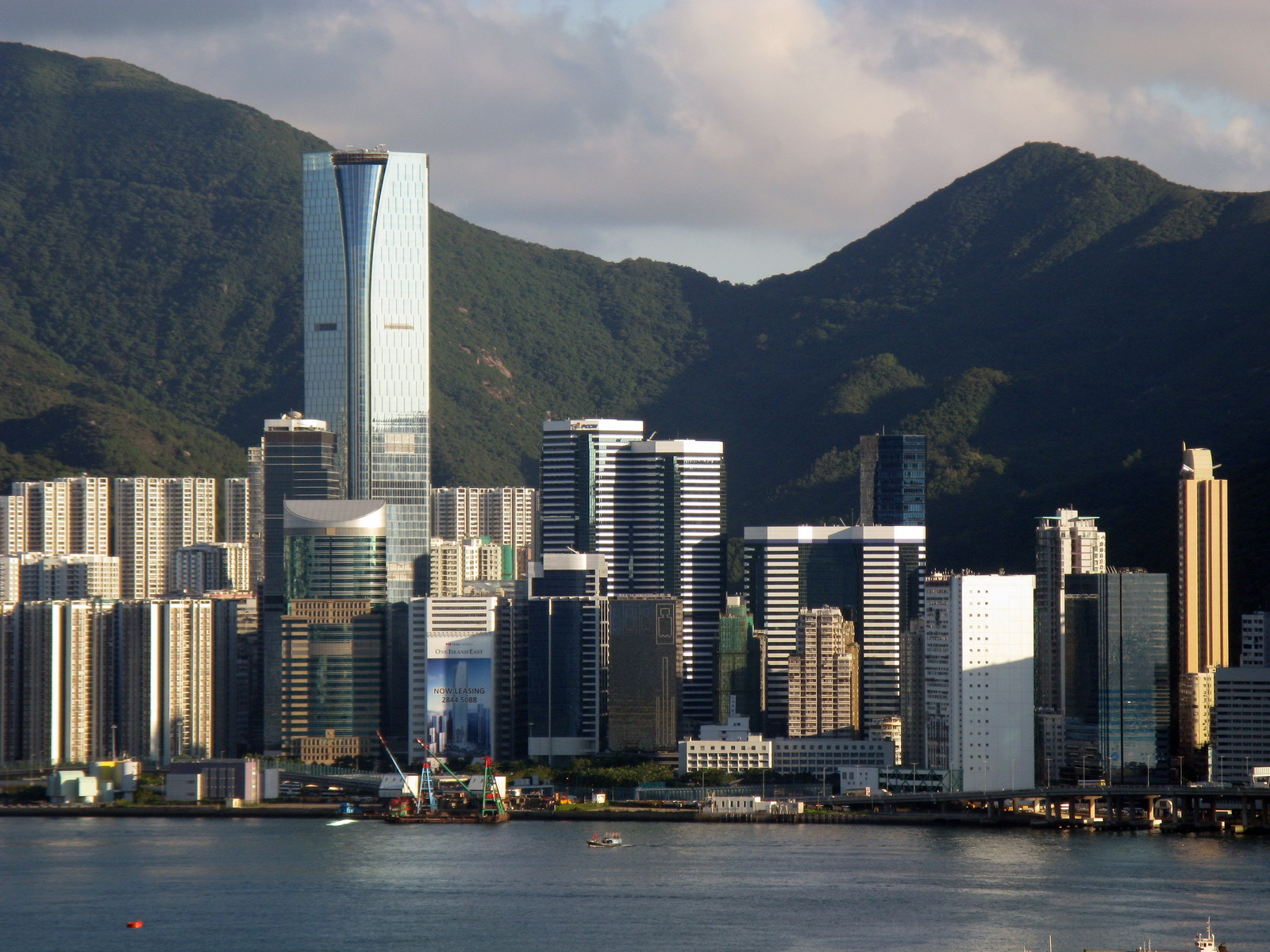
港島東太古坊一帶

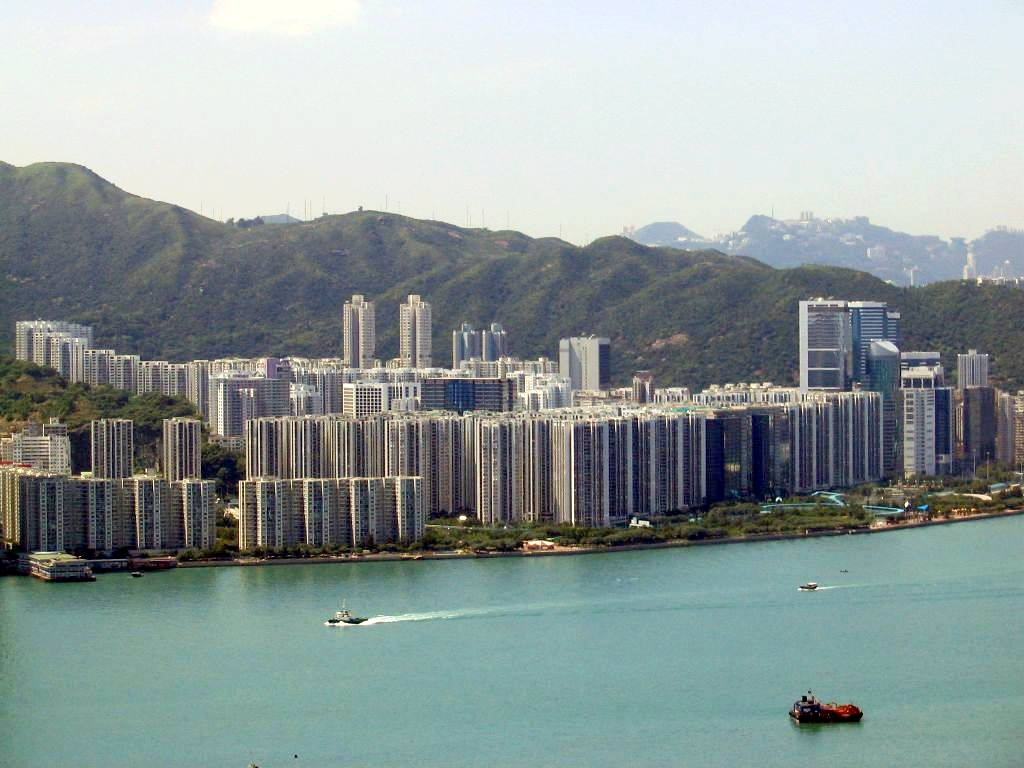
港島東太古城一帶

港島東（英語：Island East）曾經是香港一組集住宅、商業及消閒娛樂用途的綜合建築群的名稱，位於香港島東區，由太古坊、太古城、太古城中心、港運城等組成。其中由光纖網絡互相聯繫、擁有衛星通訊站的太古坊與太古城中心又曾被稱為「港島東矩陣」（現稱「太古坊矩陣」）。
此綜合建築群為太古地產所擁有及管理。

## 外部連結
- 港島東官方網站[]（現重定向到太古坊官方網站）
- 港島東官方Facebook Fans Page[]（現改用太古坊的Facebook官方頁面）